# Baby boomers
| Generacions |
| --- |
| |
| Generació perduda Gran generació Generació silenciosa Baby boomers Generació X Generació Y Generació Z Generació Alfa |
| |

Els baby boomers, sovint coneguts simplement com a boomers, abasta el grup demogràfic posterior a la 'generació silenciosa' i anterior a la 'generació X'. La generació es defineix generalment com a persones nascudes del 1946 al 1964, durant el baby boom posterior a la Segona Guerra Mundial en alguns països, conseqüència de l'augment de la natalitat en aquest període. Aquesta generació nascuda a finals dels 40 i principis dels 60 són sovint els pares de la 'generació Y' o 'millennials', i dels més jóvens de la 'generació X' també. D'aquí neixen expressions com OK Boomer, un mem popular per a burlar-se de les actituds estereotipades atribuïdes a la generació baby boom per part dels més jóvens.
Tot i que la generació baby boomer s'utilitza especialment als Estats Units i a Europa, les dates, el context demogràfic i els identificadors culturals poden variar, i en el cas dels Països Catalans el baby boom es produeix posteriorment, els anys 70. Per això hi pot haver certa confusió en la delimitació d'aquesta generació.